# Pietro di Narbona
Pietro di Narbona (... – 1347) è stato un nobile e vescovo cattolico francese.

## Biografia
Era figlio di Amalrico II di Narbona, dunque nipote di Aimerico IV e Sibilla di Foix, e di Giovanna, figlia de Jordan IV, barone de l'Isle Jourdain.
Ascese al soglio di Urgell nel 1341, divenendo dunque, secondo il trattato stipulato nel 1278, anche Co-principe di Andorra. A quell'epoca infatti, dopo le contese tra i conti di Foix e i vescovi di Urgell si era giunti ad un compromesso: l'Andorra sarebbe stata retta da entrambi, con eguali poteri.
Pietro, come detto, oltre ad essere vescovo di Urgell era discendente dei conti di Foix, in quanto sua nonna era Sibilla, figlia di Ruggero IV.
Morì nel 1347, e gli succedette Niccolò Capocci.